# بییالبا د لس بارس
بییالبا د لس بارس (به اسپانیایی: Villalba de los Barros) یک شهرستان در اسپانیا است که در استان باداخس واقع شده‌است.